# NESYS
NESYS（ネシス）は、タイトーが提供するアーケードゲーム用ネットワークシステム。各地のゲームセンターに設置されているゲーム筐体をインターネットを通じてネットワークで接続することにより、通信対戦や全国ランキング、プレイデータの保存などのサービスを提供する。NESYSはタイトーネットエントリーシステムの略。

## サービス内容
NESYSが提供しているサービスは、ゲームの筐体がネットワークに接続されていればいい物やカードを使用する物など、必要な条件がいくつかに分かれている。

### ゲームそのものに対して提供される物
- 各ゲームのオンラインアップデート
- オンライン対戦型ゲームにおけるマッチング

上記のサービスはネットワークに接続された筐体に対して提供される物である。

### カードに対して提供される物
カード（リライタブルカード、またはNESYS）を使用してプレイすることで、以下の特典がプレイヤーに与えられる。
- プレイデータの保存
- 各種ランキングへの参加

なお、筐体がネットワークに接続されていない場合やタイトーのサーバがダウンしている場合はカード等が一切利用出来ない事から、全てのデータはサーバ側で保存され、ゲームをプレイする毎にネットワークを介してサーバのデータを読み書きしていると推測される。これはコナミのe-AMUSEMENTと同じ方式である。ただし、e-AMUSEMENT PASSと異なりカードには使用回数の制限がある（バトルギア3、4を除く。またサイバーダイバーもSpec1.8アップデートで使用回数制限が撤廃された）。

#### NESYSカード
ICカードのNESYSカードは、各ゲームでそれぞれ専用のカードになっている。
2010年12月9日より次期サービスであるNESiCAxLiveが開始され、ICカードのNESiCAによる複数タイトルの管理が可能となったことから、以降NESYSカードを使用するタイトルは発表されていない。

## 対応ゲーム
NESiCA対応タイトルについてはNESiCAxLiveを参照のこと。
なお、遅くとも2019年3月31日をもって下記の機種については全てオンラインサービスが終了しており、プレイデータ保存についてはNESiCAに完全移行することとなった。

### NESYSカード
カッコ内は対応を開始したバージョンで、記載がない物は最初から対応。次回作でNESiCAに移行したタイトルは○をつけている。
- ハリキリオンライン プロ野球
- 兎-野性の闘牌- ONLINE
- ゾイドインフィニティシリーズ
- バトルギアシリーズ（カードではなく自動車の鍵を模した「ネットエントリーキー」を使用。3・3tuned・4・4tuned）
- ハーフライフ2 サバイバーシリーズ
- サイバーダイバー
- アクエリアンエイジ オルタナティブ
- 悠久の車輪
- ロード オブ ヴァーミリオンシリーズ＜スクウェア・エニックス＞（〜Re:2まで）○
- ストリートファイターIVシリーズ＜カプコン＞（〜スーパーストリートファイターIV アーケードエディションまで）○

### ネットワークのみ対応
- ダライアスバースト アナザークロニクル